# Episodi di Speechless (terza stagione)
La terza stagione della serie televisiva Speechless, composta da ventidue episodi, è stata trasmessa in prima visione assoluta negli Stati Uniti su ABC dal 5 ottobre 2018 al 12 aprile 2019.
In Italia la stagione è stata trasmessa su Fox, canale a pagamento della piattaforma satellitare Sky, dal 24 maggio al 2 agosto 2019.
| n° | Titolo originale           | Titolo italiano                  | Prima TV USA     | Prima TV Italia |
| -- | -------------------------- | -------------------------------- | ---------------- | --------------- |
| 1  | L-o-n-London: Part 1       | Londra (1ª parte)                | 5 ottobre 2018   | 24 maggio 2019  |
| 2  | L-o-n-London: Part 2       | Londra (2ª parte)                | 12 ottobre 2018  | 24 maggio 2019  |
| 3  | I-n-Into the W-o-Woods     | Nel bosco                        | 19 ottobre 2018  | 31 maggio 2019  |
| 4  | N-e-New J.J.               | Un nuovo JJ                      | 2 novembre 2018  | 31 maggio 2019  |
| 5  | S-t-Stage Mom              | Mamma da palcoscenico            | 9 novembre 2018  | 7 giugno 2019   |
| 6  | C-e-Celebrity S-u-Suite    | Tutto per una suite              | 16 novembre 2018 | 7 giugno 2019   |
| 7  | F-o-Follow T-h-r-Through   | Questioni in sospeso             | 7 ottobre 2018   | 14 giugno 2019  |
| 8  | J-i-Jingle T-h-Thon        | Beneficenza di Natale            | 14 ottobre 2018  | 14 giugno 2019  |
| 9  | J-a-Javier's P-a-Pants     | I pantaloni di Javier            | 4 gennaio 2019   | 21 giugno 2019  |
| 10 | R-o-Roll M-o-Model         | Un modello da seguire            | 11 gennaio 2019  | 21 giugno 2019  |
| 11 | H-Hey, You                 | Ehi, tu                          | 18 gennaio 2019  | 28 giugno 2019  |
| 12 | O-Our M-a-g-Mageddon       | La cotta di JJ                   | 25 gennaio 2019  | 28 giugno 2019  |
| 13 | F-a-Fashion 4 A-All        | Moda per tutti                   | 1º febbraio 2019 | 5 luglio 2019   |
| 14 | J-i-Jimmy V-a-l-Valentine  | Jimmy Valentine                  | 15 febbraio 2019 | 5 luglio 2019   |
| 15 | G-a-Game N-i-Night         | La serata dei giochi             | 22 febbraio 2019 | 12 luglio 2019  |
| 16 | W-h-Wheelchair P-l-Planet  | Il pianeta delle sedie a rotelle | 1º marzo 2019    | 12 luglio 2019  |
| 17 | S-p-Special B-Boy T-i-Time | La giornata del ragazzo          | 8 marzo 2019     | 19 luglio 2019  |
| 18 | S-e-Seoul B-r-Brothers     | I Seoul Brothers                 | 15 marzo 2019    | 19 luglio 2019  |
| 19 | P-r-o-m-p-Promposal        | Il ballo di fine anno            | 22 marzo 2019    | 26 luglio 2019  |
| 20 | On the R-o-Road A-g-Again  | Di nuovo in viaggio              | 29 marzo 2019    | 26 luglio 2019  |
| 21 | The S-t-a-Staircase        | La scalinata                     | 5 aprile 2019    | 2 agosto 2019   |
| 22 | U-n-r– Unrealistic         | Non è realistico!                | 12 aprile 2019   | 2 agosto 2019   |